# 울프 키르스텐
울프 키르스텐(Ulf Kirsten, 1965년 12월 4일, 작센주 리자 ~)는 은퇴한 독일의 축구 선수이며, 동독과 독일 두 국가대표팀 소속으로 도합 100경기에 출장한 첫 선수이다. 그의 경력에 정점을 찍었던 때는 1992-93 시즌, DFB-포칼을 우승했을 때이다. 그의 별명은 데어 슈바테 (Der Schwatte)이다.

## 클럽 경력
현역 시절, 그는 2개의 클럽에만 소속되어 있었으며, 이중 1983년에서 1990년까지는 디나모 드레스덴 소속이었다. 그는 디나모 드레스덴 소속으로 DDR 오버리가 154경기에 출장하여 57골을 득점하였다.
그는 1.72m의 신장에 81kg의 체중으로 특이한 체구를 가지고 있었다. 그는 무게중심이 아래로 쏠려있다는 장점 덕에 박스 내에서 몸집이 큰 수비수들로부터 공을 보호하고 근거리에서 빠르게 돌아 슈팅을 날릴 수 있었다. 이 플레이스타일로 인해 키르스텐은 게르트 뮐러와 비교 대상이 되어 왔다. 그리고, 그는 작은 신장에도 불구하고 우수한 헤딩 능력을 지니고 있었다.
그는 독일의 재통일 이후 푸스볼-분데스리가 팀의 명단에 이름을 올린 최초의 동독 출신들 중 한명이었다. 그는 바이어 04 레버쿠젠에 이적한 후, 350경기에 출전하여 182골을 득점하였다. (현재 분데스리가 통산 득점 5위를 기록하고 있다.) 키르스텐은 푸스볼-분데스리가 내에서 가장 위협적인 스트라이커였으나, 레버쿠젠은 대체로 FC 바이에른 뮌헨이나 보루시아 도르트문트에 밀려 리그에서 준우승을 기록하곤 하였다. 그는 레버쿠젠 소속으로 2003년에 은퇴하기 전까지 활약하였다. 그는 UEFA 챔피언스리그 2001-02의 결승전에도 출전하였다. 1999-2000 시즌, 키르스텐은 출장 대비 득점수에서 최고를 기록해 EFFIFU 상을 받았다.
피치 밖에서, 키르스텐은 덥수룩한 수염으로 유명해, 브라운이 그들의 전자 면도기의 효율성을 강조하기 위해 그를 협찬하기도 하였다.

## 국가대표팀 경력
키르스텐의 두 국가대표팀에서 100경기를 출장한 기록은 거의 절반으로 나뉜다. 그는 동독 국가대표팀 일원으로 49경기 출장하였고, 나머지 51경기를 통독 국가대표팀 일원으로 출장하였고, 첫 출장에서 마지막 출장 사이의 기간은 1985년에서 2000년까지의 15년이다. 후자의 국가대표팀은 1990년 하반기에 독일의 재통일에 의해 형성되었다.
그는 국가대표팀 경기에서 총 35골을 득점하였고, 이중 14골을 동독 국가대표팀 일원으로 기록하였다. 그는 말년에만 주요 토너먼트에 출전하였다. 그는 1994년 FIFA 월드컵, 1998년 FIFA 월드컵, UEFA 유로 2000에 출전하였다.

## 사생활
그의 아들 벤야민 키르스텐도 축구 선수이며, 현재 디나모 드레스덴의 골키퍼로 활약하고 있다.

## 같이 보기
- A매치 100경기 이상 출전한 축구 선수 명단